# H-espace
En mathématiques, un H-espace est une version homotopique théorique[Quoi ?] d'une généralisation de la notion de groupe topologique, dans laquelle les axiomes d'associativité et inverse[Information douteuse] sont supprimés.

## Définition
Un H-espace est constitué d'un espace topologique X, ainsi que d'un élément e de X et d'une application continue μ : X × X → X, tel que μ(e, e) = e et les applications x ↦ μ(x, e) et x ↦ μ(e, x) sont toutes les deux homotopes à l'application identité relativement à e. Cet espace peut être considéré comme un espace topologique pointé avec une multiplication continue pour laquelle le point de base est un élément d'identité homotopie[Quoi ?], à homotopie près préservant le point de base.
On dit qu'un espace topologique X est un H-espace s'il existe e et μ tels que le triplet (X, e, μ) est un H-espace comme dans la définition ci-dessus. Alternativement, un H-espace peut être défini sans imposer que le point base e soit fixé par les homotopies, ou en exigeant que e soit l'identité, sans aucune considération homotopique. Dans le cas d'un CW-complexe, ces trois définitions sont en fait équivalentes.

## Exemples et propriétés
La définition standard du groupe fondamental, ainsi que le fait qu'il s'agit d'un groupe, peut être reformulée en disant que l'espace des lacets d'un espace topologique pointé a la structure d'un H-groupe, équipé des opérations standard de concaténation et d'inversion. De plus, une application continue préservant les points de base de l'espace topologique pointé induit un H-morphisme des espaces de lacets correspondants ; cela reflète le morphisme de groupes sur les groupes fondamentaux induit par une application continue.
Il est immédiat de vérifier que, étant donné une équivalence d'homotopie pointée d'un H-espace à un espace topologique pointé, il existe une structure naturelle de H-espace sur ce dernier. Ainsi, l'existence d'une structure de H-espace sur un espace donné ne dépend que de son type d'homotopie pointée.
La structure multiplicative d'un espace H ajoute une structure à ses groupes d'homologie et de cohomologie. Par exemple, l'anneau de cohomologie d'un H-espace connexe par arcs dont les modules de cohomologie sont libres de type fini est une algèbre de Hopf. Aussi, on peut définir le produit de Pontryagin sur les groupes d'homologie d'un H-espace.

Le groupe fondamental d'un H-espace est abélien. 
Le théorème d'Adams, du nom de Frank Adams, stipule que S0, S 1, S3, S7 sont les seules sphères qui sont des H-espaces. Chacun de ces espaces forme un H-espace en le considérant comme le sous-ensemble d'éléments de norme 1 des réels, complexes, quaternions et octonions, respectivement, et en utilisant les opérations de multiplication de ces algèbres. En fait, S0, S1 et S3 sont des groupes (groupes de Lie) avec ces multiplications. Mais S7 n'est pas un groupe de cette manière parce que la multiplication des octonions n'est pas associative, et on ne peut lui donner aucune autre multiplication continue pour laquelle c'est un groupe.